# Christopher Del Bosco
Christopher Del Bosco, né le 30 mars 1982 à Colorado Springs (Colorado), est un skieur alpin canadien qui s'est converti au ski acrobatique spécialisé dans les épreuves de skicross. 
Au cours de sa carrière, il a participé aux Jeux olympiques d'hiver de 2010 à Vancouver où il termine quatrième et finaliste et de 2014 à Sotchi, à trois mondiaux où il prend la quatrième place en 2009 à Inawashiro et remporte l'or à Deer Valley en 2011, enfin en coupe du monde il est monté à dix-neuf reprises sur un podium pour sept victoires, dont la première a eu lieu le 6 février 2009 à Cypress. En 2011, il s'est mis à pratique la descente en VTT à un niveau international.
Il habite à Montréal.

## Palmarès

### Jeux olympiques d'hiver
| Épreuve / Édition | Vancouver 2010 | Sotchi 2014 | Pyeongchang 2018 |
| Skicross          | 4e             | 17e         | 31e              |

### Championnats du monde
| Édition/Discipline | Skicross |
| Mondiaux 2009      | 4e       |
| Mondiaux 2011      | 1e       |
| Mondiaux 2013      | 6e       |
| Mondiaux 2021      | 25e      |

### Coupe du monde
- Meilleur classement général : 6e en 2010.
- Meilleur classement en skicross : 2e en 2009, 2010 et 2011.
- 19 podiums dont 7 victoires en skicross (Cypress Mountain 2009, Alpe d'Huez 2010, Lake Placid 2010, Les Contamines 2011, Blue Mountain 2011, Myrkdalen-Voss 2011, Val Thorens 2014).

### Winter X Games
- 2 médailles d'or (2010, 2012)
- 1 médaille d'argent (2011)
- 1 médaille de bronze (2006)